# ستين أندرسن بايل
ستين أندرسن بايل هو سياسي دنماركي، ولد في 22 أغسطس 1751 في Assens, Denmark ‏ في الدنمارك، وتوفي في 15 أبريل 1833.